# 1304
| 1304               |
| ------------------ |
| Dødsfald - Fødsler |
|                    |

| Gregoriansk kalender | 1304 MCCCIV             |
| Ab urbe condita      | 2057                    |
| Armensk kalender     | 753 ԹՎ ՉԾԳ              |
| Kinesiske kalender   | 4000 – 4001 癸卯 – 甲辰 |
| Etiopisk kalender    | 1296 – 1297             |
| Jødisk kalender      | 5064 – 5065             |
| Hindukalendere       |                         |
| - Vikram Samvat      | 1359 – 1360             |
| - Shaka Samvat       | 1226 – 1227             |
| - Kali Yuga          | 4405 – 4406             |
| Iransk kalender      | 682 – 683               |
| Islamisk kalender    | 703 – 704               |

Konge i Danmark: Erik 6. Menved 1286-1319

## Begivenheder
- Ny rigslov vedtages på Danehoffet i Nyborg. Ledingsordningen ophæves og adelen overtager landets forsvar. Som kompensation får de skattefritagelse.
- Gerhard 3. (den kullede greve) blev greve af Rendsborg.

## Født
- 24. februar - Ibn Battuta, nordafrikansk pilgrim- og opdagelsesrejsende (død 1377).
- 20. juli - Francesco Petrarca, italiensk digter og humanist (død 1374).

## Dødsfald
- 7. juli - Pave Benedikt 11. (født 1240).
- 5. august - Henrik 1. af Holsten, greve af Holsten-Rendsburg (født ca. 1258).
- Agnes af Brandenburg, dansk dronning (født 1257).
- Morten Mogensen, dansk teolog, filosof og kongelig kansler (født 1220).